# Brachycerasphora
Brachycerasphora är ett släkte av spindlar. Brachycerasphora ingår i familjen täckvävarspindlar.
Kladogram enligt Catalogue of Life:
| Brachycerasphora | \| \| Brachycerasphora connectens \| \| \| \| \| \| Brachycerasphora convexa \| \| \| \| \| \| Brachycerasphora femoralis \| \| \| \| \| \| Brachycerasphora monocerotum \| \| \| \| \| \| Brachycerasphora parvicornis \| \| \| \| |
|                  | \| \| Brachycerasphora connectens \| \| \| \| \| \| Brachycerasphora convexa \| \| \| \| \| \| Brachycerasphora femoralis \| \| \| \| \| \| Brachycerasphora monocerotum \| \| \| \| \| \| Brachycerasphora parvicornis \| \| \| \| |
|                  | Brachycerasphora connectens |
|                  | |
|                  | Brachycerasphora convexa |
|                  | |
|                  | Brachycerasphora femoralis |
|                  | |
|                  | Brachycerasphora monocerotum |
|                  | |
|                  | Brachycerasphora parvicornis |
|                  | |